# Cryptotora
Cryptotora is een monotypisch geslacht van straalvinnige vissen uit de familie van de steenkruipers (Balitoridae).

## Soort
- Cryptotora thamicola (Kottelat, 1988)